# Úmluva o přepravní smlouvě v mezinárodní silniční přepravě cestujících a zavazadel
Úmluva o přepravní smlouvě v mezinárodní silniční přepravě cestujících a zavazadel (zkratka CVR; fr. Convention relative au contrat de transport international de voyageurs et de bagages par route) je jednou z úmluv, sjednaných OSN k usnadnění mezinárodní přepravy.
Úmluva byla sjednána 1. března 1973 byla v Ženevě. V platnost vstoupila dne 12. dubna 1994.
Smlouvu ratifikovaly tyto státy (2006): Bosna a Hercegovina, Chorvatsko, Česká republika, Lotyšsko, Srbsko a Černá Hora, Slovensko, Ukrajina.
Při jejím použití v rámci EU je třeba zohlednit i existenci nařízení Rady č. 684/92 ze dne 16. března 1992 o společných pravidlech pro mezinárodní přepravu cestujících autokary a autobusy.